# Мы вас построим
«Мы вас построим», в других переводах «Кукла по имени „Жизнь“» и «Мы вас построим!» (англ. We Can Build You) — научно-фантастический роман американского писателя-фантаста Филипа К. Дика, опубликованный в 1972 году издательством DAW Books. Дик приступил к созданию романа в 1962 году, тогда он имел иное название — «Первый в нашей семье» (англ. The First in Our Family), но роман долго не опубликовывался. Вскоре, с ноября 1969 по январь 1970 годов публиковался серийно издательством Amazing Stories, однако название было переименовано редактором Тедом Уайтом на «А. Линкольн, симулякр» (англ. A. Lincoln, Simulacrum).

## Сюжет

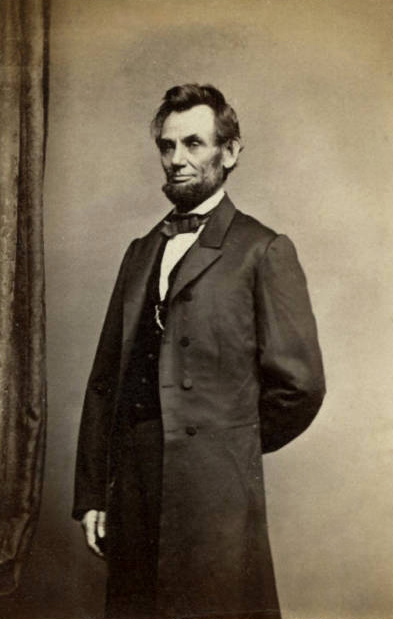
Авраам Линкольн 8 января 1864 года.

Сюжет романа отсылает читателя в недалёкое будущее 1982 года. Главный герой Луис Розен — владелец небольшой бизнес-компании занимающаяся производством и продажей электроорганов и спинетов. Партнер Розена предлагает начать производство симулякров, или андроидов, основанных на известных фигурах Гражданской войны, в виду низких продаж из-за превосходящих конкурентов. В итоге фирма занимается созданием двух симулякр — Эдвина М. Стэнтона и Авраама Линкольна. После завершения производства Розен пытается продать патенты на андроидов одному влиятельному бизнесмену Сэму К. Барроузу, который открывает на Луне недвижимость для скупки и заселения. К несчастью, в то время как симулякр Стэнтона оказывается способным адаптироваться к современному американскому обществу, симулякр Линкольна оказывается неспособным сделать это, возможно, потому, что оригинал некогда страдал от шизофрении. В то же время Розен вступает в отношения с дочерью своего делового партнёра, который разработал оба симулякра — с Прис Фраунциммер, которая также страдает от шизофрении. Это становится навязчивой идеей, и в итоге у самого Розена появляются галлюцинации с участием Прис.
В то же время Прис уступает Барроузу, но затем теряет веру в благожелательность их партнерства, когда она расскрывает его цели использования симулякр; Прис планировала использовать колонистов-симулякров, чтобы завлечь человеческое поселение на Луну, а так же и другие человеческие межпланетные колонии в пределах Солнечной системы. После того, как Прис уничтожила прототип симулякра Джона Уилкса Бута, симулякры Стэнтона и Линкольна внезапно отключаются.
Остальная часть книги посвящена признанию Розеном в шизофрении и его юнгианскому терапевтическому лечению в центре Касанина в штате Канзас, где ранее лечилась Прис. Под влиянием своего терапевта Розен создает собственную виртуальную галлюцинаторную реальность, где он возобновляет свои отношения с Прис, женится на ней, имеет детей и стареет вместе с ней, в конце поражая её галлюцинаторного двойника на пике своего припадка. На этом завершается его последний сеанс терапии, и он освобождается из клиники Касанина после того, как его врач обвиняет его в симуляции. Конец романа ставит вопрос о том, был ли Розен на самом деле сумасшедшим с самого начала. Реальная же Прис, однако, снова заболела, и она вернулась к Касанина после её недолгой карьеры дизайнера симулякров.

## История публикации
Изначально роман публиковался в отредактированном виде сериями издательством Amazing Stories с ноября 1969 по январь 1970 годов. В конце роман содержал заключительную главу написанную редактором Тедом Уайтом. Теда волновало, что конец текста не был написан должным образом, вследствие чего он отправил роман Дику на переработку. Вместо того, чтобы переделывать конец романа писатель изменил несколько слов в тексте и одобрил написанную коду Уайта. Когда роман переиздали в книжном формате она уже не содержала заключение от Уайта, так как Дик не одобрил её.

## Восприятие
Лаборатория фантастики

 Goodreads
Теодор Старджон дал роману смешанный обзор, восхваляя Дика за «обращение с его персонажами, которые последовательны и тепло узнаваемы даже в их упрямых иррациональностях, за смелость и провокацию его тем [и] за богатство его аукционного фона и искры смеха, мелькающие по всей его работе». В заключении же Теодор заявил, что «готовность Дика преследовать некоторую сопутствующую и увлекательную линию за счет и даже отказа от его центральной темы» ослабила роман.
Грег Рикман утверждает, что роман «Мы вас построим» можно считать как приквел к более известному роману Дика «Мечтают ли андроиды об электроовцах?», где в сюжете также фигурируют андроиды.